# 柴村街道
柴村街道，是中华人民共和国山西省太原市尖草坪区下辖的一个乡镇级行政单位。

## 行政区划
柴村街道下辖以下地区：
柴村社区、大留村、呼延村、西张村、杨家村、柴村、芮城村、营村、摄乐村、三给村、小石河村、寺头村、小塔村、下槐村和柏崖头村。